# Mistrzostwa Polski w Judo 1971
15. edycja Mistrzostw Polski w judo odbyła się w dniu 14 listopada roku 1971 w Katowicach. W mistrzostwach rywalizowali tylko mężczyźni.

## Medaliści mistrzostw Polski

### mężczyźni
| Konkurencja: | Złoto:                        | Srebro:          | Brąz:                                   |
| -63 kg       | Stanisław Mieczkowski         | Wiesław Pasiek   | Kazimierz Gwizdała Jan Operacz          |
| -70 kg       | Marian Tałaj Gwardia Koszalin | Wacław Czarnecki | Kazimierz Wolnicki Władysław Surówka    |
| -80 kg       | Antoni Reiter                 | Adam Adamczyk    | Bohdan Jackiewicz Bronisław Urbański    |
| -93 kg       | Jerzy Firkowicz               | Bogdan Krawczyk  | Włodzimierz Pałasz Wojciech Miachalczyk |
| +93 kg       | Ksawery Borowik               | Leszek Lewocki   | Piotr Kawka Ryszard Urbanowicz          |
| open         | Włodzimierz Lewin             | Jan Rusak        | Ksawery Borowik Tadeusz Kalina          |